# Fustel de Coulanges
Numa Denis Fustel de Coulanges, nascut el 18 de març de 1830 a Paris i mort el 12 de setembre de 1889 a Massy, és un historiador francès.
La seva obra més coneguda és La Ciutat antiga, apareguda l'any 1864. És també l'autor de la Història de les institucions polítiques de l'antiga França que ha influït diverses generacions d'historiadors fins a Marc Bloch. Director de l'Escola Normal Superior i titular de la primera càtedra d'història medieval a la Sorbonne, va posicionar la historiografia francesa en la via científica.
Precursor de la sociologia, per l'exemplaritat del seu mètode, va conèixer una fama certa a Itàlia. Va insistir a la seva obra sobre la importància dels fenòmens de llarga durada i relativitza la importància del fet racial a la història de França en benefici de l'impacte de les institucions.
Molt abans i, després de la Primera Guerra Mundial, els nacionalistes, i també l'Acció francesa havien de reivindicar els seus escrits.
Encara que superada avui en dia tenint en compte les investigacions recents, l'obra de Fustel de Coulanges resta encara preciosa per la seva qualitat intrínseca però sobretot pels esforços de l'autor per tractar de reconstituir amb la més gran exactitud possible els sentiments i les necessitats dels homes dels temps passats. La seva influència és important, sobretot pel que fa a la interpretació del paper fonamental de les religions a l'estructuració de les societats El sociòleg Émile Durkheim ha escollit de dedicar la seva tesi de doctorat a l'obra de Fustel de Coulanges.

## Biografia

### Joventut
Numa Denis Fustel de Coulanges és descendent d'una família de la burgesia de Bretanya instal·lada a París. Tenia per pare un tinent de navili que mor poc després del naixement del seu fill. Fustel és llavors acollit pel seu avi que fa que l'admetin al liceu Carlemany a París, gràcies a l'amistat que manté amb M. Massin.
Jove llicenciat, llegeix les obres de Guizot sobre la Civilització a França, que tenen de seguida una forta influència sobre el seu ofici d'historiador. És admès a l'Escola normal superior l'any 1850. En l'ambient d'un període ideològiquement tèrbol, freqüenta amb assiduïtat la biblioteca de l'escola

### Carrera

#### Ensenyament a la secundaria

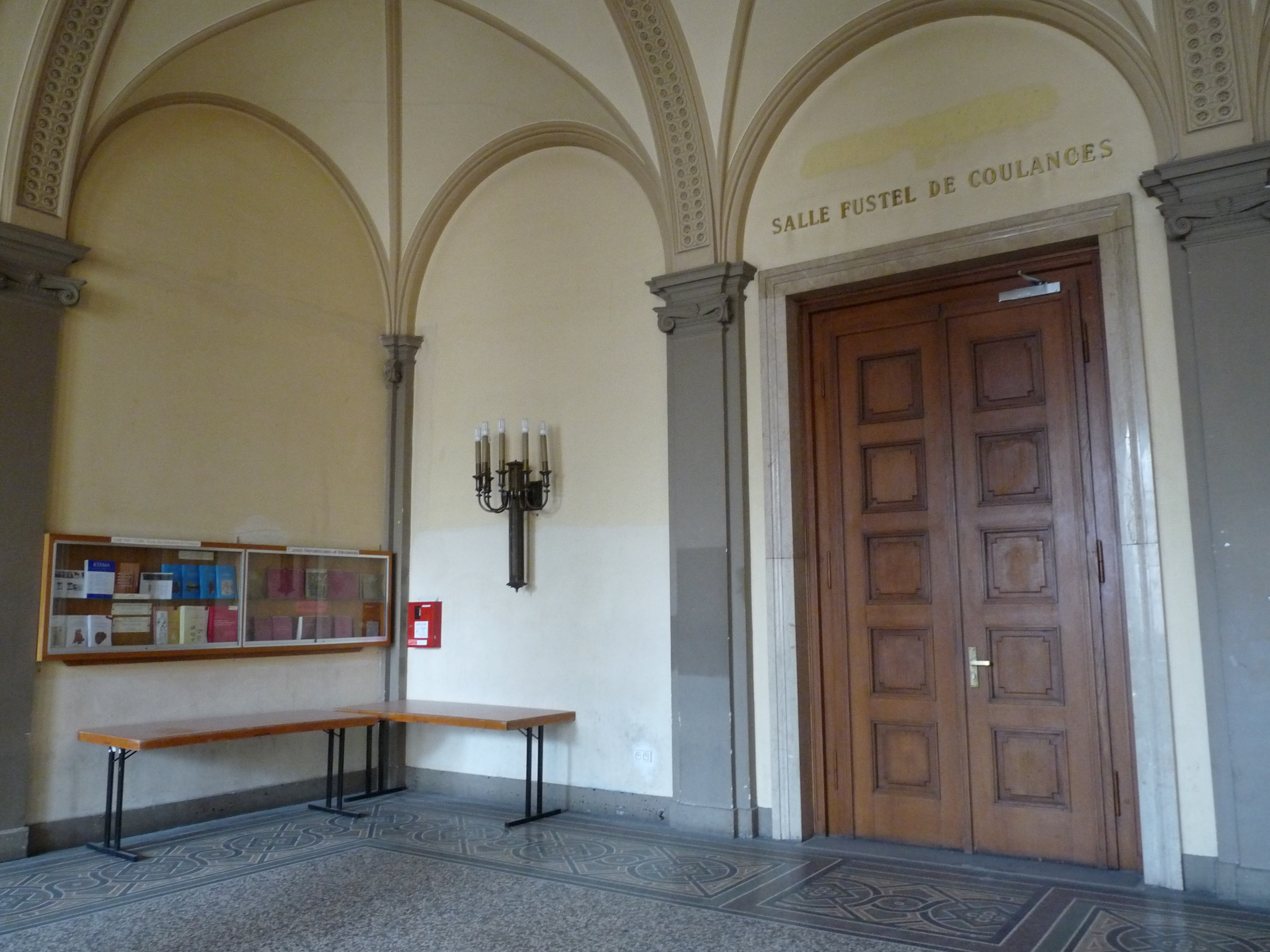
Universitat d'Estrasburg, entrada de la sala Fustel de Coulanges, on es defensen les tesis.

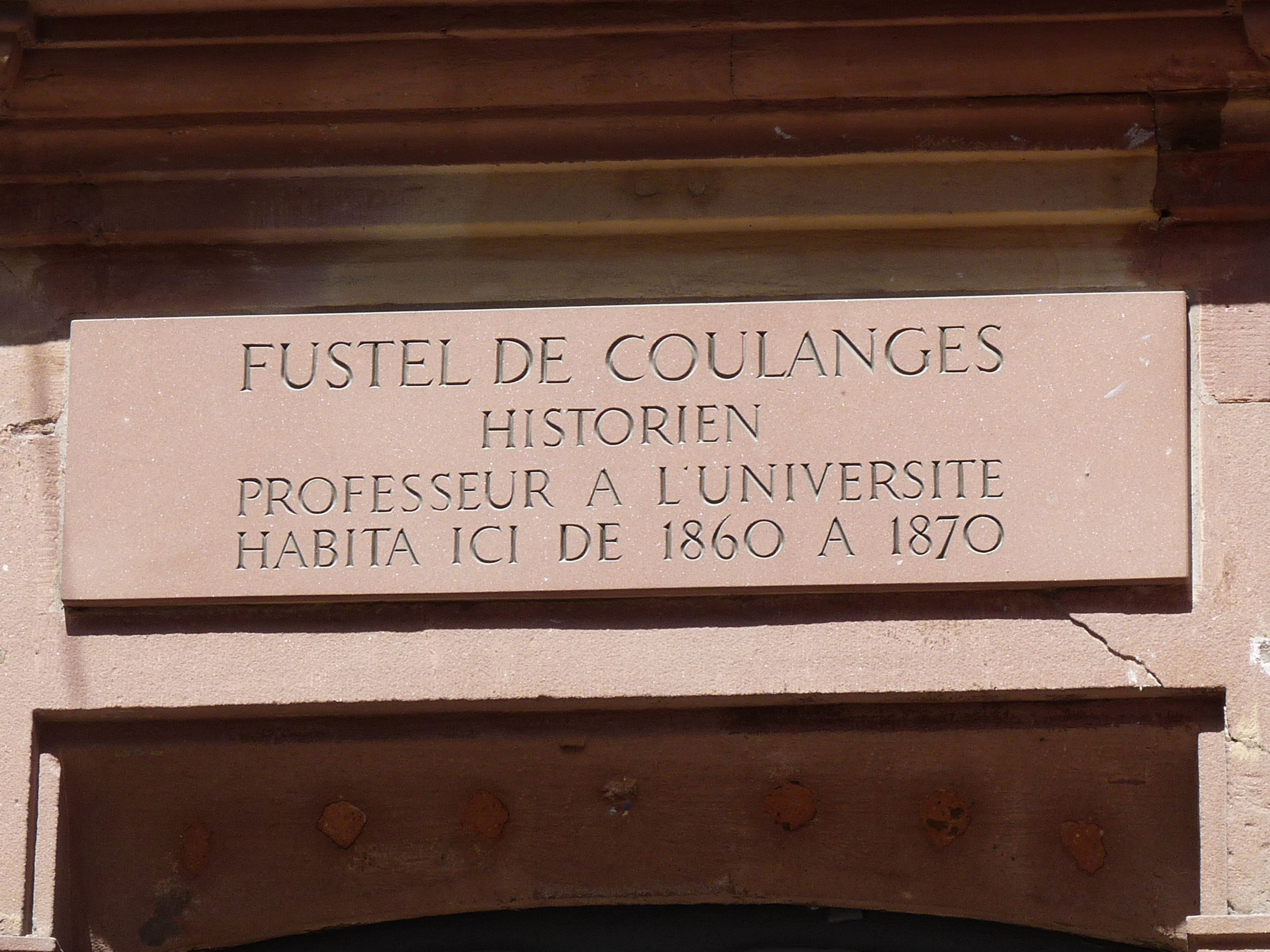
Placa commemorativa en honor de Fustel a Estrasburg (al 79 Grand'Rue).

Anomenat membre de l'Escola francesa d'Atenes, dirigeix excavacions arqueològiques a l'illa de Chios, durant la seva estada a Grècia. Abans de la seva sortida, Fustel escriu a un amic : « No corro a la recerca d'una marxa oblidada de l'Acròpoli, vaig a observar els homes d'aquella època i els d'avui ».
L'any 1856, professor de secundaria al liceu de Amiens, Fustel de Coulanges és rebut l'any següent com a professor agregat. L'any 1858, sosté una tesi sobre l'historiador grec Polibi i una altra en llatí sobre les Vesta, a un moment en què les qüestions tocant els orígens indoeuropeus són molt discutides. L'any 1860, és anomenat professor d'història a la universitat d'Estrasburg. Hi treballa amb el seu amic i antic condeixeble de l'Escola Normal Joseph-Émile Belot. Ràpidament els cursos d'aquest jove universitari són molt seguits. L'any 1862 i 1863, Fustel exposa « La família i l'Estat a l'Antiguitat » i aquest curs esdevé un llibre a la primavera 1864.

#### La Ciutat antiga
L'any 1864, publica La Ciutat antiga que és molt aviat un èxit de vendes, distribuït des d'abans 1870 en el moment de les trameses anuals dels premis d'excel·lència escolar als liceus de França. Fustel hi posa en llum una qüestió del màxim interès per ell: les relacions entre la propietat i les institucions políticoreligioses. Segons ell, els antics no coneixien ni la llibertat de la vida privada, ni la llibertat d'educació, ni la llibertat religiosa. La persona humana comptava per a ben poca cosa davant d'aquesta autoritat santa i gairebé divina que es deia la pàtria o l'Estat. Més específicament, s'interessa per la qüestió molt debatuda de l'origen i del desenvolupament de la religió antiga, comparant les arrels del culte grec a aquelles del culte hindú, que percebia com idèntics. D'una certa manera, es dedica a intentar eliminar tota confusió entre les pràctiques socials i els costums familiars del món romà i del món grec, que justifica per una lectura i una anàlisi molt fina del dret romà 
Al prefaci de la Ciutat antiga, Fustel afirma que la imitació maldestra de l'Antiguitat pels revolucionaris ha conduït al Terror. La Ciutat antiga, a més, descriu en efecte diverses « revolucions » del període antic que es va cloure per l'adveniment del cristianisme i de l'individu, la qual cosa ha fet que aquesta obra hagi sigut molt de temps considerada com un homenatge retut a l'enginy del cristianisme. Fustel de Coulanges, d'altra banda, ha tingut molt de temps una reputació de clerical i de bonapartiste. L'any 1876, Ernest Bersot, el seu predecessor a l'Escola normal superior, escriu al ministre de Instrucció pública: « Tranquil·litzeu-vos, acabo de parlar amb M. Fustel de Coulanges... no és més que francès i liberal. »
L'any 1865, signa un contracte amb Hachette, des de llavors les reedicions i reimpressions se succeeixen regularment. Fustel de Coulanges desitja abandonar Estrasburg: « La província està bé, però encara no en cal pas abusar. Temo d'adormir-me; em torno mandrós ».